# Шарль Мишель (станция метро)
Шарль Мишель (фр. Charles Michels) — станция линии 10 Парижского метрополитена, расположенная в XV округе Парижа. 

## История
- Станция открылась 13 июля 1913 года в конце первого пускового участка линии 8 (Опера — Шарль Мишель) под названием "Богранелль" (фр. Beaugrenelle), но уже через несколько месяцев, 30 сентября 1913 года линия была продлена до станции "Порт д'Отёй", и станция перестала быть конечной.
- 27 июля 1937 года, в ходе реорганизации линий метро на левом берегу Парижа, станция вошла в состав линии 10.
- 14 июля 1945 года станция была переименована вместе с площадью, под которой расположена, и получила современное название "Шарль Мишель" в память о французском депутате-коммунисте XV округа Шарле Мишеле, уничтоженного фашистами в октябре 1941 года.
- Пассажиропоток по станции по входу в 2011 году, по данным RATP, составил 3892728 человек[2], после чего он стабильно рос: в 2012 году на станцию вошли 3990775 человек[3], а в 2015 году — 4851393 пассажира (90 место по уровню входного пассажиропотока в Парижском метро)[4].